# Associação Desportiva Brasil Futuro
L'Associação Desportiva Brasil Futuro, nota come Magnus Futsal per ragione di sponsorizzazione, è una squadra brasiliana di calcio a 5 con sede a Sorocaba.

## Storia
L'origine del club nasce il 15 luglio 2013 quando Falcão, stella del calcio a 5 brasiliano, fonda la squadra. Nel novembre dello stesso anno la multinazionale Brasil Kirin investe nell'iniziativa con un contratto triennale. La società debutta così il 14 luglio 2014 nella Liga Nacional de Futsal vincendola. Nel 2016 l'azienda Magnus subentra alla Kirin come sponsor principale; contestualmente, le divise di gioco della squadra abbandonano il bianco e rosso per adottare il giallo e il nero.

## Palmarès

### Competizioni nazionali
- Liga Nacional de Futsal: 2

2014, 2020
- Supercopa do Brasil: 2

2018, 2021

### Competizioni internazionali
- Coppa Libertadores: 2

2015, 2024
- Coppa Intercontinentale: 3

2016, 2018, 2019